# 포이 밴스
포이 밴스(Foy Vance, 1974년 ~ )는 북아일랜드의 싱어송라이터이다.